# Фреденбург (Алабама)
Фреденбург (енгл. Vredenburgh) град је у америчкој савезној држави Алабама. По попису становништва из 2010. у њему је живело 312 становника.

## Демографија
Према попису становништва из 2010. у граду је живело 312 становника, што је 15 (4,6%) становника мање него 2000. године.
| Група             | 2000.       | 2010.       |
| Белци             | 35 (10,7%)  | 21 (6,7%)   |
| Афроамериканци    | 291 (89,0%) | 290 (92,9%) |
| Азијати           | 0 (0,0%)    | 0 (0,0%)    |
| Хиспаноамериканци | 0 (0,0%)    | 4 (1,3%)    |
| Укупно            | 327         | 312         |